# Lérida (província)
Lérida (em catalão e oficialmente: Lleida) é uma província no nordeste da Espanha, a oeste da comunidade autónoma da Catalunha. A sua capital é a cidade homônima de Lleida
Da população total,  439 253 habitantes segundo os censos de 2010, cerca de 30% vivem na capital. Algumas localidades conhecidas desta província são: La Seu d'Urgell (residência do bispo de Urgell, copríncipe de Andorra), Mollerussa, Balaguer, Tàrrega, Cervera. A província é dividida em 231 municípios.
Esta província contém a comarca Vale de Aran, que dispõe de uma autonomia particular, nomeadamente ao seu dialeto, o aranês, um dialeto occitano.

## Denominação

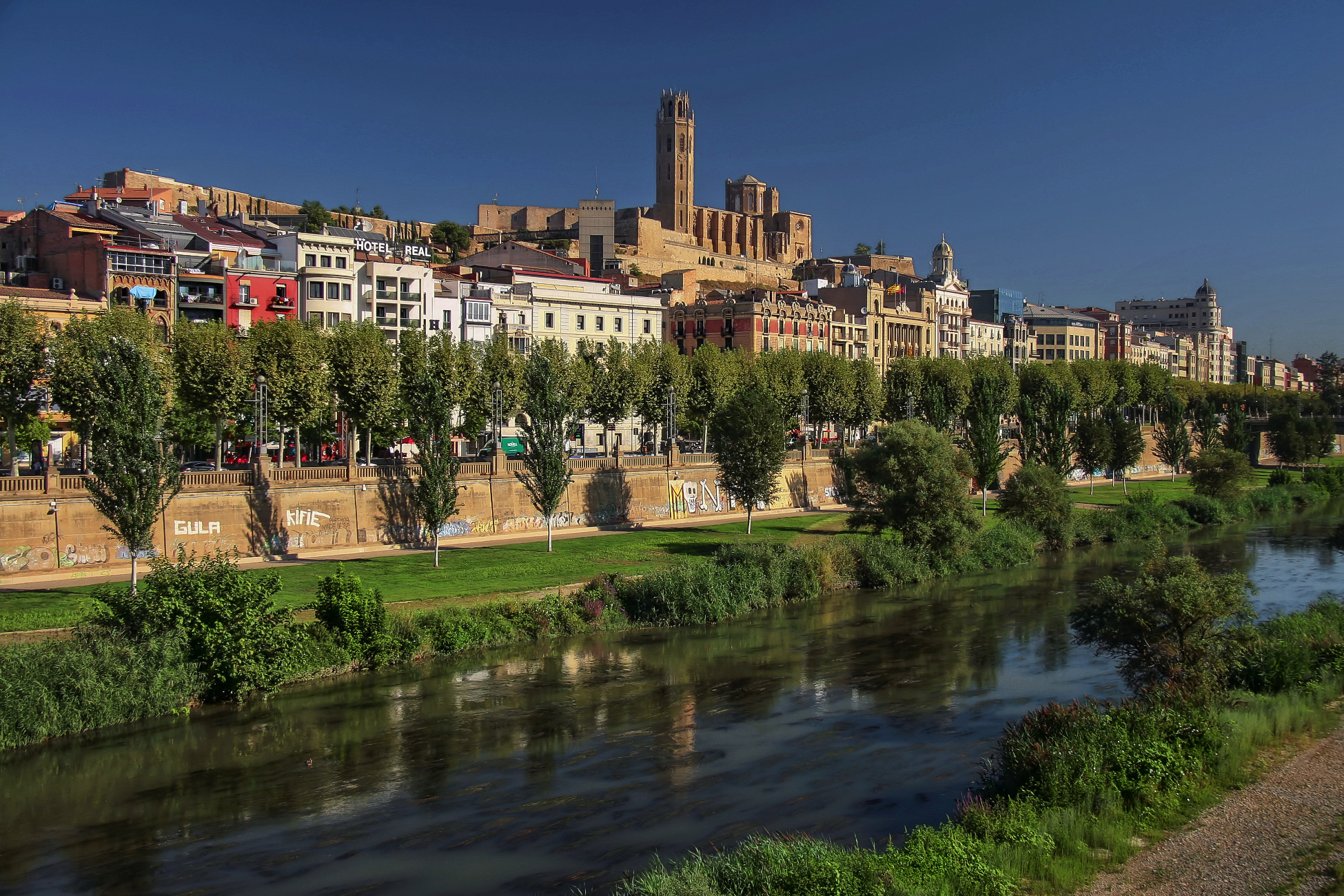
Cidade de Lérida

- Lleida [ˡʎeɪðə] é a única denominação oficial aprovada pelas Cortes Generales em Espanha, de acordo com a Lei 2/1992.
- Lérida ['leɾiða] é a denominação histórica em espanhol recomendada pela Real Academia Española e usada habitualmente nos documentos não-oficiais e conversações informais entre falantes castelhanos.
- Lhèida [ˡjɛɪðɔ] / [ˡʎɛɪðɔ] é a denominação histórica em occitano (oficial na comarca do Vale de Aran) usada habitualmente nos documentos não-oficiais e conversações informais entre falantes occitanos.
- Làrida é a denominação histórica em árabe usada historicamente na Idade Média.
- Ilerda é a denominação histórica em latim usada historicamente na Idade Antiga.